# 45 Aquilae
Désignations
45 Aquilae, abrégé 45 Aql, est une étoile triple de la constellation de l'Aigle.  45 Aquilae est la désignation de Flamsteed du système. Sa magnitude apparente combinée est de 5,7. D'après la mesure de sa parallaxe annuelle par le satellite Gaia, le système est situé à ∼ 350 a.l. (∼ 107 pc) de la Terre, avec une marge d'erreur de 6 années-lumière. Il se rapproche du Système solaire avec une vitesse radiale héliocentrique de −46 km/s.
Sa composante primaire, désignée 45 Aquilae Aa, est une étoile sous-géante blanche de type spectral A3 IV, qui est en train d'évoluer en s'éloignant de la séquence principale. L'étoile fait 2,6 fois la masse du Soleil et elle tourne sur elle-même à une vitesse de rotation projetée de 75 km/s. Elle possède un compagnon proche, 45 Aquilae Ab, qui orbite selon une période orbitale de 20,31 ans et avec une excentricité orbitale de 0,054. La troisième composante du système, 45 Aquilae B, est une étoile de magnitude 12,7 qui est située à une séparation angulaire de 42,2 secondes d'arc.

## Liens
- Ressource relative à l'astronomie :   - Simbad